# Engoulevent de Reichenow
Caprimulgus clarus
Espèce
Statut de conservation UICN

 LC  : Préoccupation mineure
L'Engoulevent de Reichenow (Caprimulgus clarus) est une espèce d'oiseaux de la famille des Caprimulgidae.

## Répartition
Cette espèce vit en République démocratique du Congo, en Éthiopie, au Kenya, en Somalie, au Soudan, en Tanzanie et en Ouganda.